# جيمس ووكر
جيمس ووكر (بالإنجليزية: James Walker)‏ (25 نوفمبر 1987 المملكة المتحدة - ) هو لاعب كرة قدم بريطاني يلعب كمهاجم.

## روابط خارجية
- جيمس ووكر على موقع قاعدة بيانات كرة القدم.إي يو (الإنجليزية)
- جيمس ووكر على موقع Soccerbase.com (لاعب) (الإنجليزية)